# Af Uhr
af Uhr är en svensk adelsätt, släktnamnet innan adlandet var Uhr.
Den härstammar enligt traditionen från kantonen Zug i Schweiz där den enligt samma tradition skulle ha varit adlig. En medlem av ätten skulle sedan ha gått i fransk tjänst och sedan inkommit till Sverige. Den svenska ättens äldsta kända förfader är enligt Riddarhuset Lars Andersson som var skräddare och borgare i Gävle (död 1652). I Gabriel Anreps ättartavlor nämns i stället dennes sonson, brukspatronen i Söderhamn, Johan Uhr (1684-1741), som stamfader. Denne var i andra äktenskapet gift med Anna Christina Mackey, dotter till brukspatronen Isak Mackey till Hammarby och Gammelstilla och hans hustru Leufstadia. Johan Uhr skall ha fått nio barn, varav en son, David Uhr jämte sin bror Anders söner Johan Sebastian och Anders Uhr adlades av Gustav III år 1789 på namnet af Uhr. Släkten introducerades på nummer 2152.
Den ovan nämnde Anders Uhr var gift med Margaretha Elisabeth Gahm, dotter till handelsman Gahm i Stockholm och Elisabeth Funck. Deras adlade söner var Johan Sebastian Uhr (1748-1799) som var överdirektör som bistod i uppförandet av Operahuset i Stockholm med flera palats. Hans bror Anders Uhr (1750-1819) var konsul i Marseille. De båda bröderna var ogifta och slöt sina ättelinjer.
Ätten fortlevde med deras farbror, ovannämnde David af Uhr (1734-1818) som var född i faderns äktenskap med Mackey, och som var brukspatron på Kungsgården i Ovansjö socken. Han var gift med Justina Catharina Reftelius (1738-1797), dotter till Carl Reftelius - sekreterare vid svenska konsulatet i Alger 1730-1732 - och dennes hustru Hedvig Emerentia Ström. Sonen Carl David af Uhr var ledamot av Vetenskapsakademien, äldste sonen Johan Fredrik af Uhr övertog bruket men avled barnlös, sonen Anders Reinhold af Uhr var grosshandlare i London, och ätten fortlevde med David af Uhrs son Isaac Wilhelm af Uhr, som var löjtnant, kofferdikapten och grosshandlare i Gävle.
Isaac Wilhelm af Uhrs hustru var Fredrika Charlotta Eneroth, vars far var teologie doktorn och prosten i Gävle Olof Eneroth och vars mor hette Böttiger. Deras son Conrad Rudolf af Uhr var en framstående altviolinist och medlem av Kungliga Hovkapellet. En yngre son till David af Uhr, Gustaf af Uhr (1780-1842), var bergsmekanikus. Den senares dotter Johanna Carolina Maria af Uhr, gift Hammarsköld, ärvde fideikommisset Wängsjöberg av sin mormor. Till ätten hörde också höjdhopparen Paulus af Uhr.

## Personer med efternamnet af Uhr eller Uhr
- Anders Uhr  – flera personer
  - Anders Uhr (brukspatron)
  - Anders Uhr (politiker) (1806–1891), lantbrukare, byggmästare och riksdagsman
- Carl David af Uhr (1770–1849), ämbetsman inom bergsbruket
- Conrad Rudolf af Uhr (1819–1871), violinist
- David af Uhr (1734–1818), brukspatron
- Gustaf af Uhr (1780–1842), bergsmekaniker
- Ingrid Uhr (1931–2015), arbetsterapeut och konstnär
- Isaac Wilhelm af Uhr (1773–1843), militär och grosshandlare
- Joel Uhr (född 1970), låtskrivare
- Magnus Folkeri Uhr (1582–1632), präst
- Paulus af Uhr (1892–1972), militär och idrottsman